# Jejune
Jejune fue una banda emo e indie formada a mediados de los años '90 en el Berklee College of Music de Boston, Massachusetts. Tensiones en la banda supusieron su ruptura en el año 2000.

## Discografía
| Año  | Álbum                   | Discográfica         |
| ---- | ----------------------- | -------------------- |
| 1997 | Junk                    | Big Wheel Recreation |
| 1998 | This Afternoon's Malady | Big Wheel Recreation |
| 2000 | R.I.P.                  | Big Wheel Recreation |

## Integrantes
- Joe Guevara - guitarra y cantante
- Arabella Harrison - bajo y cantante
- Chris Vanacore - batería
- Mark Murino - guitarra (1999-2000)